# Kävlinge distrikt
Kävlinge distrikt är ett distrikt i Kävlinge kommun och Skåne län. 
Distriktet ligger i och omkring Kävlinge. 

## Tidigare administrativ tillhörighet
Distriktet inrättades 2016 och utgörs av en del av området Kävlinge köping omfattade till 1971, delen som före 1946 utgjorde socknen Kävlinge.
Området motsvarar den omfattning Kävlinge församling hade vid årsskiftet 1999/2000.